# Südwestdeutsches Archiv für Architektur und Ingenieurbau
Das Südwestdeutsche Archiv für Architektur und Ingenieurbau (saai) in Karlsruhe sammelt, archiviert und konserviert Materialien zum Werk bedeutender Architekten und Ingenieure, Bauhistoriker, Architekturfotografen sowie Garten- und Innenarchitekten, die vornehmlich im deutschen Südwesten oder von hier aus in aller Welt tätig waren. Der zeitliche Schwerpunkt der Sammlung liegt im 20. Jahrhundert. Das saai erforscht diese Bestände und stellt sie ebenso Forschern zur Verfügung. Mit Tagungen, Publikationen und Ausstellungen will das saai einen Beitrag zum Verständnis von Baukultur und Kulturgeschichte in der Öffentlichkeit leisten.

## Geschichte
Die Sammlung baut auf einem alten, vermutlich Lehrzwecken dienenden Bestand der Architekturabteilung der Polytechnischen Schule, dem heutigen Karlsruher Institut für Technologie (KIT), auf. Neben der Ergänzung dieses Altbestandes konnte die Sammlung in den 1970er Jahren durch Schenkungen umfangreicher Nachlässe zeitgenössischer Architekten stark erweitert werden. Diese Schenkungen gaben den Anstoß zur Gründung des saai. Diese erfolgte 1989 auf Beschluss der Landesregierung Baden-Württemberg durch Wulf Schirmer, der das Archiv bis 2002 leitete. Das saai ist das zentrale Architekturarchiv des Landes Baden-Württemberg. Es ist dem Karlsruher Institut für Technologie (KIT) angegliedert und wird seit 2023 von der Leiterin des Fachgebiets Architekturtheorie, Anna-Maria Meister, zusammen mit Joaquín Medina Warmburg (Leiter der Professur für Architektur- und Baugeschichte), geführt.
Der Sammlungsbestand wurde seit 1989 durch Materialien zum Werk von Architekten des 20. Jahrhunderts erweitert und die alten Bestände wesentlich ergänzt.
Die Zentrale des Südwestdeutschen Archivs für Architektur und Ingenieurbau mit den Lesesälen ist seit seiner Gründung in der unter Denkmalschutz stehenden Gebäudegruppe des ehemaligen Zeughauses an der östlichen Kaiserstraße in Karlsruhe untergebracht.
In den Jahren 1777–1779 wurde diese Anlage unter Markgraf Karl Friedrich (Baden) als Jagdzeughaus nahe dem Durlacher Tor an der Langen Straße (heute Kaiserstraße) errichtet. Der Entwurf stammt von Wilhelm Jeremias Müller (1725–1801).
Der weitaus größte Teil der Sammlung ist jedoch nicht hier, sondern in mehreren Außendepots untergebracht. Daher ist für die Archivbenutzung eine Voranmeldung notwendig.

## Bestände
Die Bestände des Südwestdeutschen Archivs für Architektur und Ingenieurbau (saai) umfassen über 500.000 Pläne, Zeichnungen und Skizzen, 600.000 Fotos, Film- und Tondokumente, 1.100 laufende Meter Bauakten, 900 Architekturmodelle, 50 Möbelstücke und 400 laufende Meter Fachzeitschriften und Bücher. Damit ist diese Sammlung die umfangreichste ihrer Art in Deutschland.
Das Archivgut besteht zu einem kleinen Teil aus themenbezogenen, in der Hauptsache jedoch aus personenbezogenen Sammlungen, von kleineren Konvoluten bis zu umfangreichen geschlossenen Werkarchiven. Diese geben Auskunft über das Schaffen von über 230 Architekten, Ingenieuren, Bauhistorikern, Architekturfotografen, Garten- und Innenarchitekten sowie Künstlern.
Die ältesten Dokumente stammen aus der Zeit um 1700, der Schwerpunkt der Sammlung liegt jedoch im 20. Jahrhundert, insbesondere in dessen zweiter Hälfte.
Werkarchive von Architekten und Architektinnen wie Friedrich Weinbrenner, Otto Ernst Schweizer, Egon Eiermann, Günter Behnisch und Partner, Frei Otto, Maria Verena Gieselmann oder Myra Warhaftig sind Teil der Sammlung.

## Ausstellungen
Das Südwestdeutsche Archiv für Architektur und Ingenieurbau zeigt jährlich mit wechselnden Kooperationspartnern ein bis zwei Ausstellungen. Seit 2003 waren dies:
- Querschnitt: Aus den Sammlungen des Südwestdeutschen Archivs für Architektur und Ingenieurbau. 13. September bis 16. November 2003, Städtische Galerie Karlsruhe
- Egon Eiermann (1904–1970). Die Kontinuität der Moderne. 18. September 2004 bis 9. Januar 2005, Städtische Galerie Karlsruhe, anschließend 29. Januar bis 16. Mai 2005, Bauhaus-Archiv Berlin, 15. April 2005 bis 12. Juni 2005, Neues Museum Nürnberg
- Fritz Leonhardt 1909–1999. Die Kunst des Konstruierens, 13. Juni bis 26. Juli 2009, LBBW-Forum Stuttgart, anschließend 14. August bis 7. November 2009, Historisches Archiv der Stadt Köln, 21. April bis 3. Juni 2011, BTU Cottbus
- Karlsruhe nach dem Zweiten Weltkrieg – Fotografien von Carl Albiker, 25. September bis 20. November 2010, Badische Landesbibliothek[5]
- Rolf Gutbrod – Bauten der 1960er Jahre, 17. Juni bis 2. August 2010, BW-Bank Stuttgart, 11. Juni bis 1. Juli 2011, Sparkasse Bodensee Friedrichshafen
- Robert Curjel und Karl Moser. Ein Karlsruher Architekturbüro auf dem Weg in die Moderne, 9. April bis 3. Juli 2011, Städtische Galerie Karlsruhe
- Taschenwelten. Skizzenbücher von Architekten aus der Sammlung des saai, 6. Februar bis 13. April 2013, Badische Landesbibliothek Karlsruhe
- August Lorent. Lichtbilder vom Nil 1859/60, 8. Februar bis 26. April 2014, Badische Landesbibliothek Karlsruhe
- Stadt und Schloss Karlsruhe vor 1945. Historische Fotografien aus Arthur Valdenaires Denkmalinventar, 13. Mai bis 22. August 2015, Badische Landesbibliothek Karlsruhe
- Friedrich Weinbrenner 1766–1826. Architektur und Städtebau des Klassizismus, 27. Juni bis 4. Oktober 2015, Städtische Galerie Karlsruhe
- Frei Otto. Denken in Modellen. 5. November 2016 bis 12. März 2017, ZKM Karlsruhe